# Иероним (отец Эвмена из Кардии)
Иероним (др.-греч. Ἱερωνύμος) — отец Эвмена из Кардии.
В античной историографии зафиксированы несколько версий о социальном статусе Иеронима. Из сообщений Клавдия Элиана и Дурида Самосского, по замечанию В. Б. Михайлова, возможно, исходивших из одного общего источника, следует, что отец Эвмена происходил из простонародья. Дурид назвал Иеронима бедным извозчиком. В этой связи К. Шефер отметил, что если признавать эти сведения за соответствующие действительности, то он должен был обладать собственным немалым делом в этой сфере, в противном случае не смог бы и дать сыну хорошего образования. Согласно Элиану, Иероним — бедный флейтист, игравший на похоронах. По мнению В. Б. Михайлова, эта версия могла появиться на свет после смерти Эвмена в целях его очернения.
Из труда Корнелия Непота следует, что род Иеронима был «почтеннейшим» в родном полисе. Плутарх склонялся к тому, что Иероним был «гостеприимцем» македонского царя Филиппа II. По мнению В. Б. Михайлова, отметившего влияние на сведения и Непота, и Плутарха Иеронима из Кардии, существует их взаимодополняемость. По всей видимости, отец Эвмена действительно обладал немалым влиянием в Кардии и смог завязать тесные отношения с Филиппом.